# Lac-Lenôtre
Lac-Lenôtre est un territoire non organisé situé dans la municipalité régionale de comté de La Vallée-de-la-Gatineau, dans la région administrative de l'Outaouais, au Québec.